# Basmannyj
Il quartiere Basmannyj (in russo Басма́нный райо́н?) è un quartiere di Mosca sito nel Distretto Centrale.

## Posizione
A ovest il quartiere è limitato dal passaggio Lubjanskij; a nordvoest nell'ordine da via Mjasnickaja, piazza Krasnye Vorota, via Novaja Basmannaja, via Basmannaja 1-a, via Ol'chovsaja, il terzo anello stradale, via Novaja Perevedenovskaja; a nord dalla linea ferroviaria per Kazan'; a est da Gospital'nyj Val, via Gospital'naja e dal fiume Jauza; a sud dalla linea ferroviaria per Kursk, via Syromjatničeskaja, via Voroncovo Pole, vicolo Podkolokol'nyj, via Sol'janka.
Nel suo territorio sorge la stazione ferroviaria Kurskaja, capolinea della linea ferroviaria per Kursk e nodo d'interscambio con le omonime stazioni della metropolitana.
Ospita l'Università Tecnica Statale Bauman, in russo Московский государственный технический университет им. Н. Э. Баумана (МГТУ им. Н. Э. Баумана)?, una delle principali università tecnico-scientifiche della Russia